# 蜂の巣 (アルバム)
『蜂の巣』（はちのす）は、ONE☆DRAFTの3枚目のフルアルバムである。2010年11月10日発売。発売元はソニー・ミュージックアソシエイテッドレコーズ。

## 概要
「ライブ」をコンセプトにしたアルバム。初回生産限定盤はDVD付き2枚組。

## 収録曲

### CD
1. 五、六、七、蜂 -INTRO- [0:36]
作詞：LANCE 作曲：LANCE,SALTRIVER 編曲：SALTRIVER
2. MUSIC [3:16]
作詞：LANCE 作曲：LANCE,SALTRIVER 編曲：SALTRIVER
3. CHANGE [2:23]
作詞：LANCE 作曲：LANCE,SALTRIVER 編曲：SALTRIVER
4. 想い出 [3:13]
作詞：LANCE 作曲：LANCE,SALTRIVER 編曲：SALTRIVER
5. 夜空 [5:01]
9thシングル表題曲。
作詞：LANCE 作曲：LANCE,AViA(カルテット) 編曲：Mitsuki Shiokawa
6. TRAIN [4:23]
作詞・作曲：LANCE,RYO 編曲：Mitsuki Shiokawa
8thシングル表題曲。
7. 会いたい夜 feat. Macheri [4:31]
作詞：LANCE 作曲：LANCE,tko 編曲：tko
8. 唯一 feat. Macheri [3:37]
作詞：LANCE 作曲：LANCE,kosekibeatz 編曲：kosekibeatz
結婚式当日の気持ちを綴ったという、グループ初のウエディングソング。
9. 5年後… [4:57]
作詞：LANCE 作曲：LANCE,Yasutaka Ishio 編曲：Mitsuki Shiokawa
10thシングル表題曲。
10. 夜行バス [4:21]
作詞：LANCE 作曲：LANCE,SALTRIVER 編曲：SALTRIVER
11. ワンダフルデイズ [4:05]
作詞・作曲：LANCE 編曲CHOKKAKU
7thシングル表題曲。
12. 奇跡な軌跡 [4:02]
作詞：LANCE 作曲：LANCE,SALTRIVER 編曲：SALTRIVER
13. Mixed by DJ MAKKI [5:11]
DJ MAKKIによるLANCEのラップMix。
14. 傾レンぜ★(傾奇炎〜止まレンぜ★ -Special Mix-) [2:43]
作詞・作曲：LANCE 編曲：LANCE,DJ MAKKI
ライブの定番曲である「傾奇炎」「止まレンぜ★」のSpecial Mix。
15. 傾奇宴 [2:49]
作詞・作曲：LANCE 編曲：HATCH-ROAD

### DVD -Music Clips-
1. ワンダフルデイズ
2. TRAIN
3. 夜空
4. 5年後…